# Vysoká Lípa
Vysoká Lípa (německy Hohenleipa) je vesnice a část obce Jetřichovice v okrese Děčín. Nachází se asi tři kilometry jihozápadně od Jetřichovic. Zastavěné území Vysoké Lípy je od roku 1995 chráněno jako vesnická památková zóna. Vysoká Lípa je také název katastrálního území o rozloze 14,98 km².

## Historie
Osada byla založena v období středověké kolonizace, spadajícím do 13. a 14. století, jako lesní lánová ves. První písemná zmínka o vesnici pochází z roku 1446. V písemných pramenech z let 1431 až 1446 je připomínána i existence zdejšího skalního hradu Šauenštejna, patřícího Berkům z Dubé, avšak podle archeologických nálezů tento hrad vznikl již ve 14. století.
Ze 16. století se dochovaly zmínky o existenci loveckého zámečku na návrší nad vsí, jehož základy jsou stále patrné.

## Obyvatelstvo
Při sčítání lidu v roce 1921 ve vsi žilo 398 obyvatel (z toho 175 mužů), z nichž byl jeden Čechoslovák, 392 Němců, jeden příslušník jiné národnosti a čtyři cizinci. Kromě pěti evangelíků byli římskými katolíky. Podle sčítání lidu z roku 1930 měla vesnice 415 obyvatel: tři Čechoslováky, 404 Němců a osm cizinců. Většina 403 obyvatel se hlásila k římskokatolické církvi, devět k církvi evangelické, jeden k nezjišťovaným církvím a dva lidé byli bez vyznání.
| Rok            | 1869 | 1880 | 1890 | 1900 | 1910 | 1921 | 1930 | 1950 | 1961 | 1970 | 1980 | 1991 | 2001 | 2011 | 2021 |
| -------------- | ---- | ---- | ---- | ---- | ---- | ---- | ---- | ---- | ---- | ---- | ---- | ---- | ---- | ---- | ---- |
| Počet obyvatel | 538  | 529  | 511  | 496  | 481  | 398  | 415  | 103  | 125  | 119  | 90   | 74   | 88   | 96   | 110  |
| Počet domů     | 93   | 106  | 111  | 110  | 108  | 108  | 107  | 93   | 35   | 37   | 28   | 77   | 69   | 76   | 76   |

## Pamětihodnosti

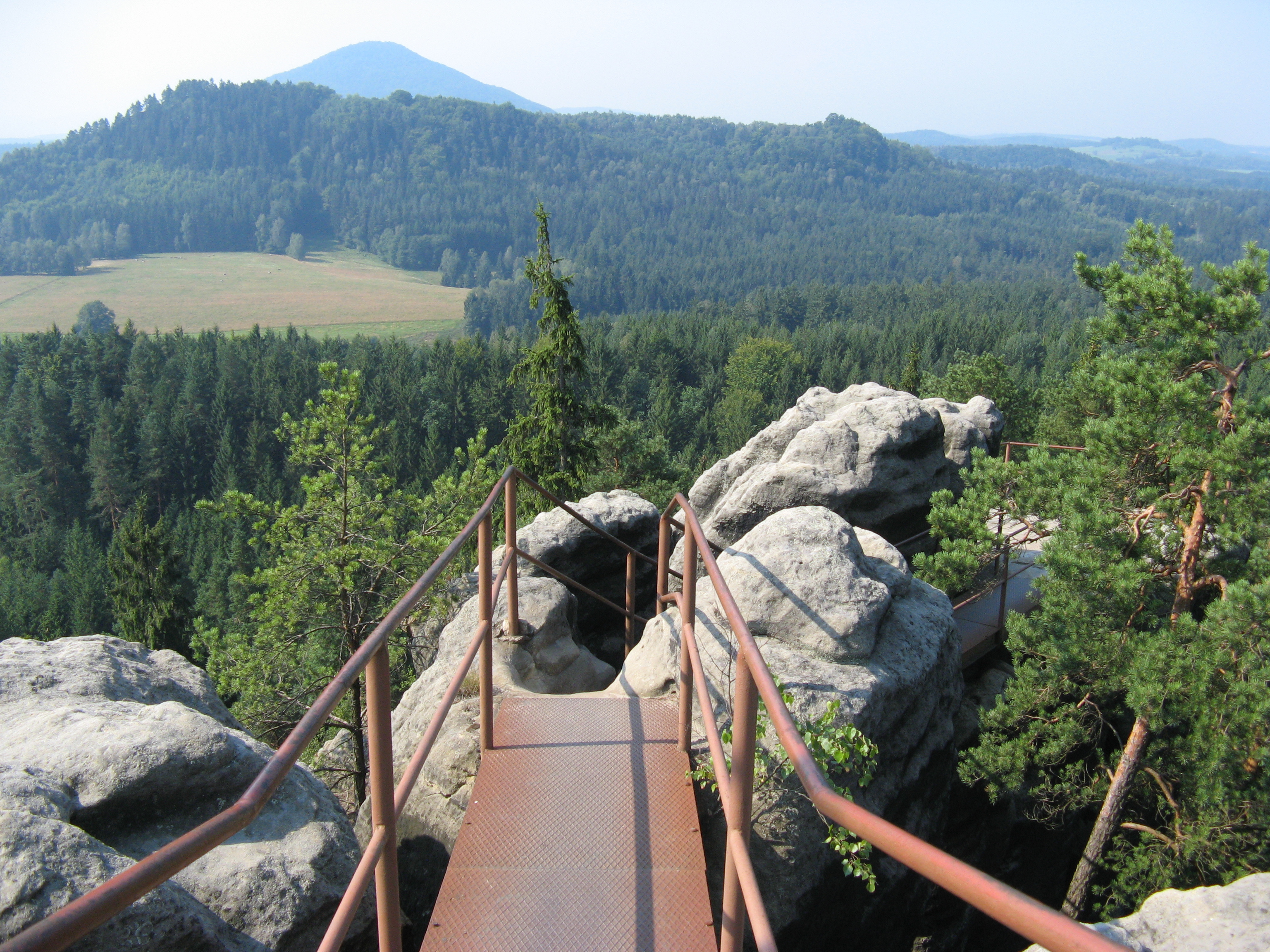
Hrad Šaunštejn, v pozadí Růžovský vrch

- hrad Šaunštejn kilometr severně od obce
- Venkovské usedlosti čp. 6, 10, 11, 12, 23, 27, 46, 59, 84 a 97
- Přírodní památka Hofberg – louka na jz. okraji vesnice
- Lípa u Vysoké Lípy – památný strom, roste na lesní louce u bývalé hájovny za rekreačním střediskem mezi obcemi Mezní Louka a Vysoká Lípa[11]
- Dub u Vysoké Lípy – památný strom[12]
- Malá Pravčická brána – skalní oblouk

## Galerie

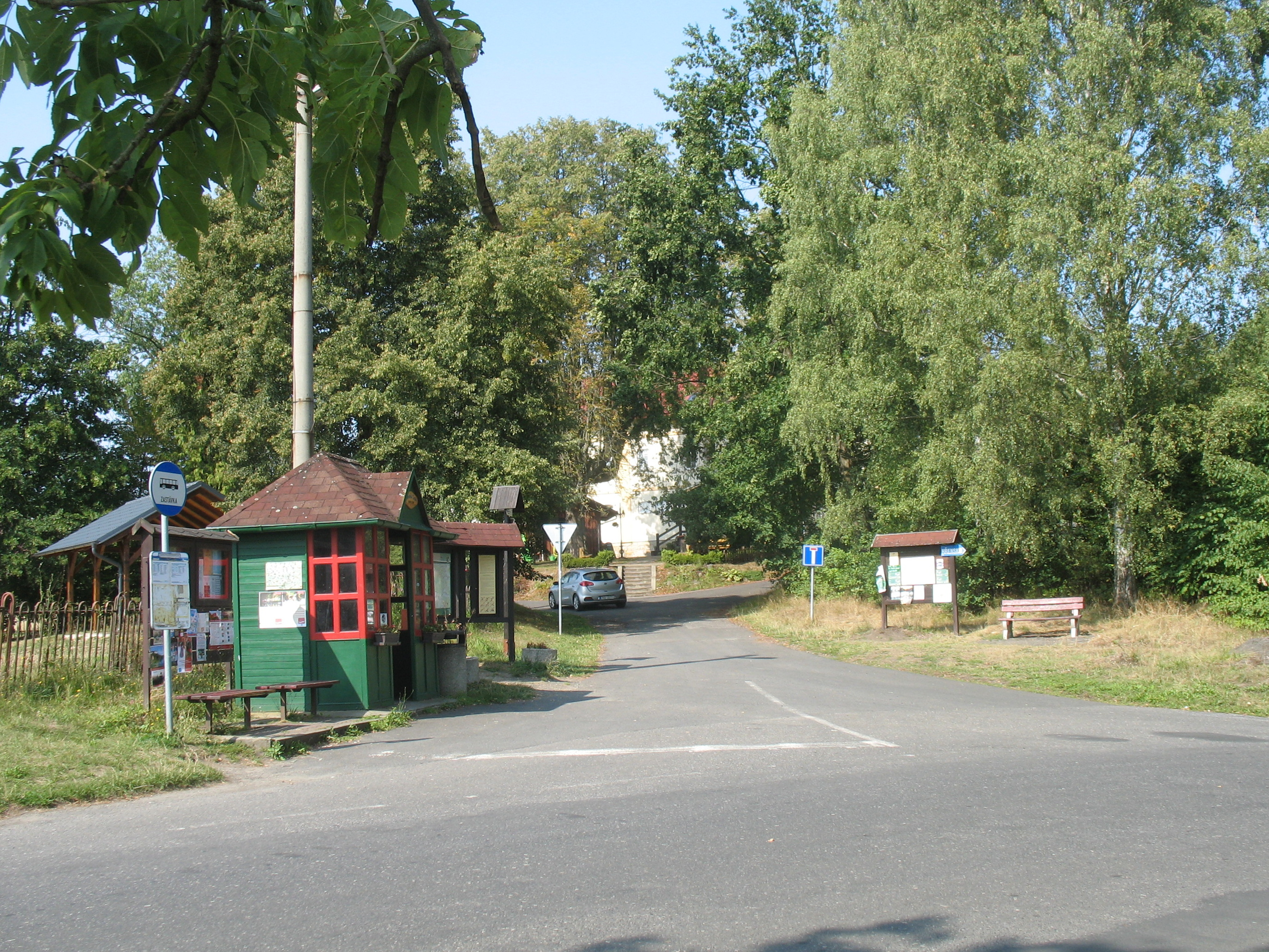
Autobusová zastávka
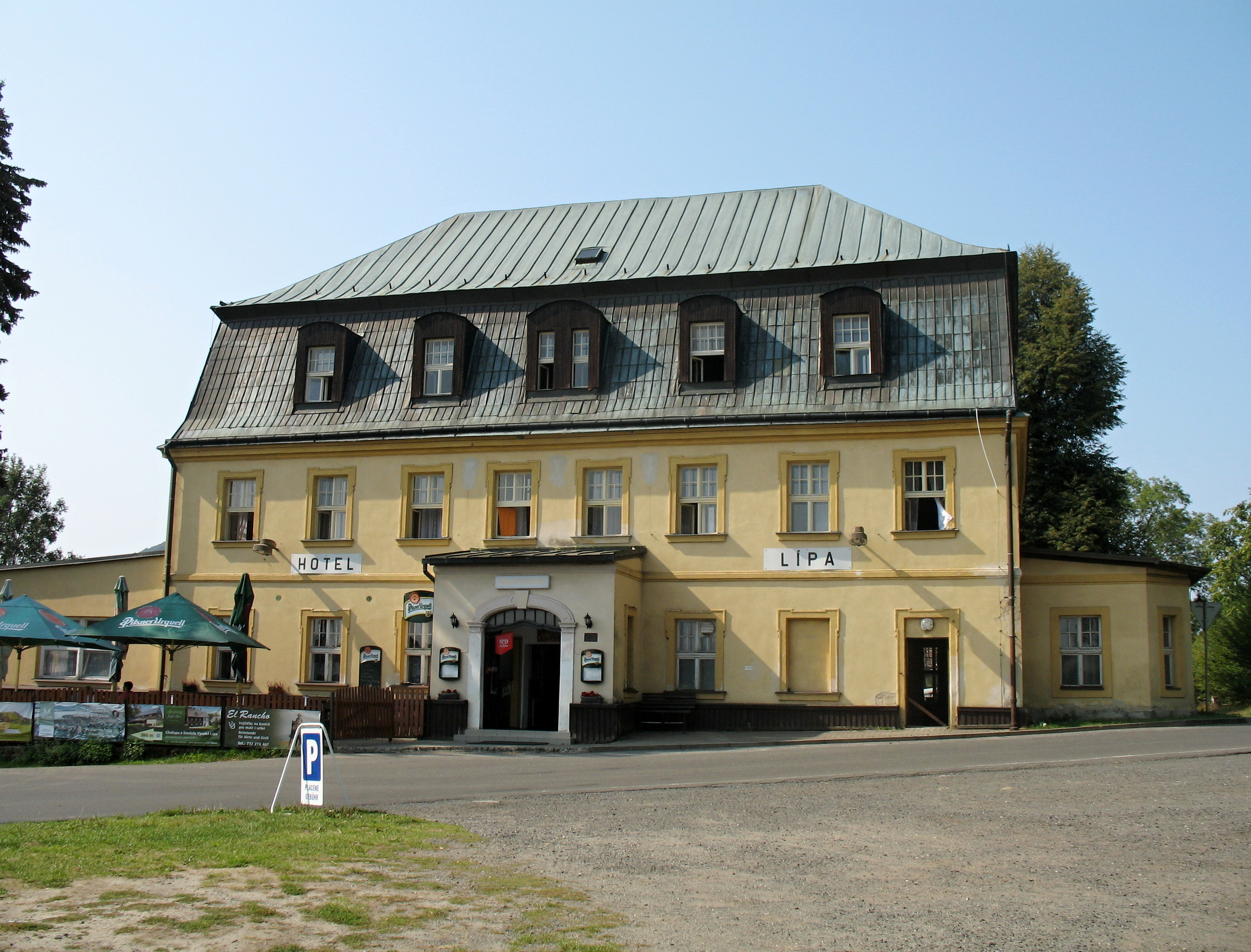
Hotel Lípa
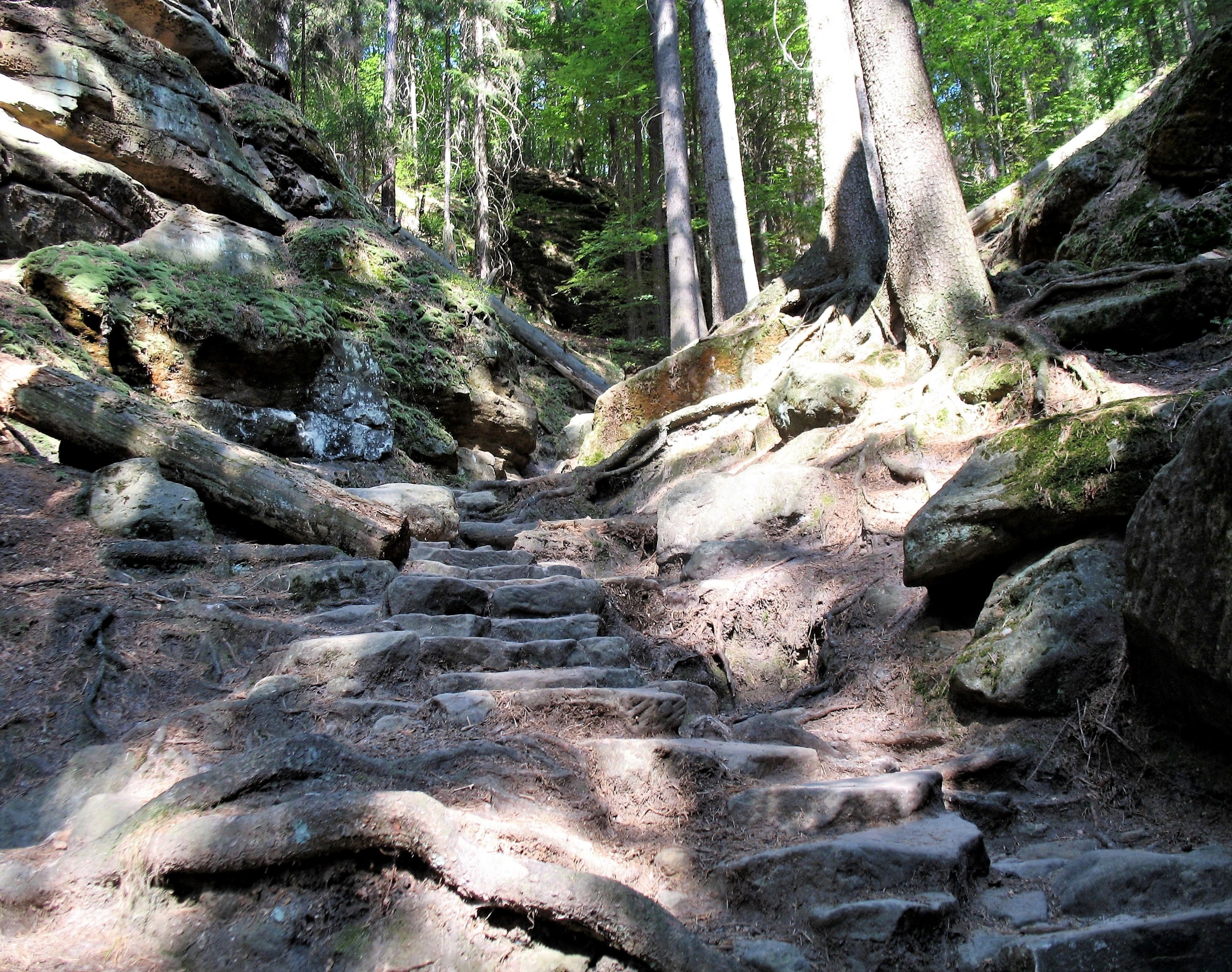
Turistická stezka k Dolskému mlýnu
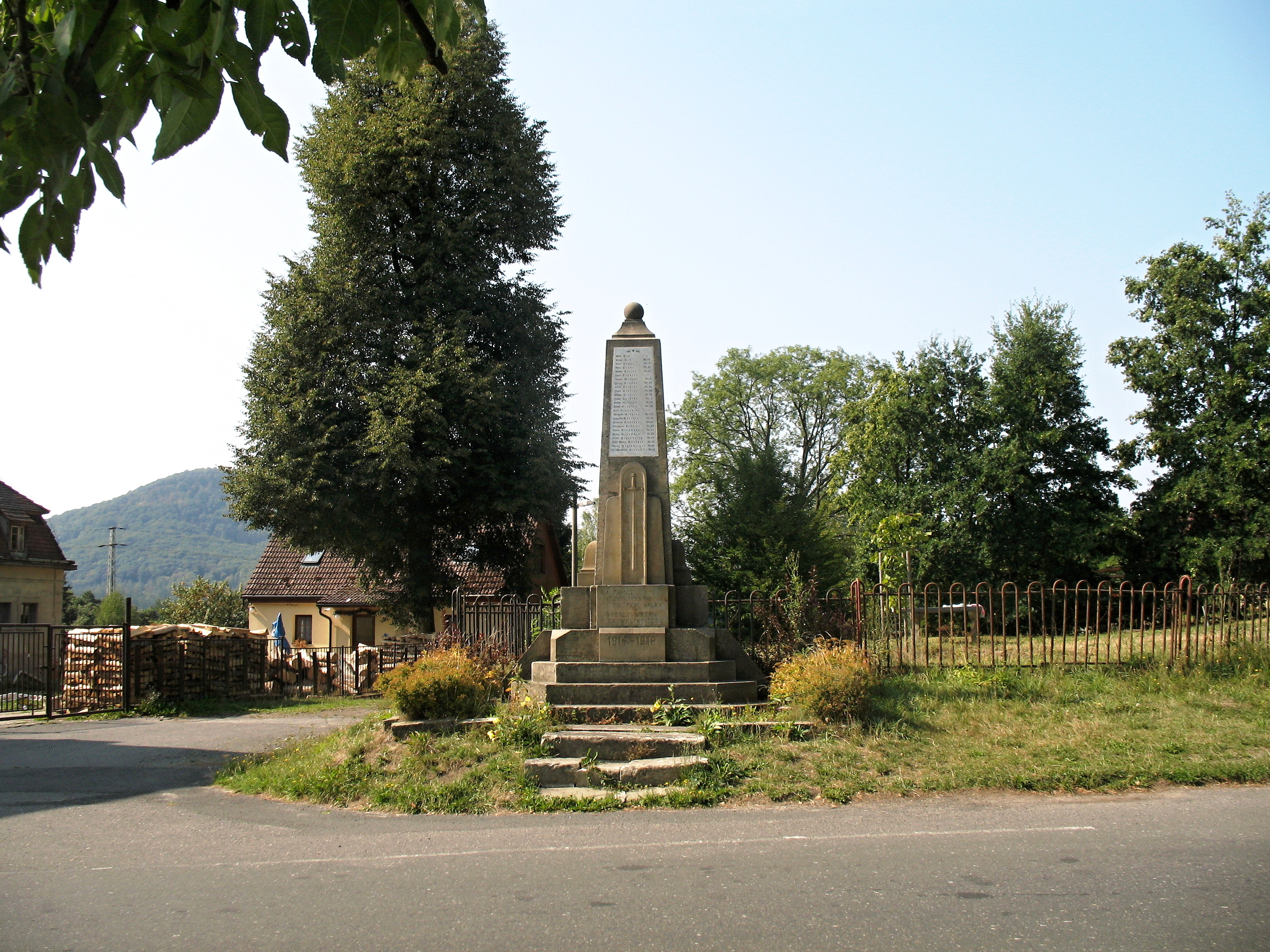
Pomník obětem první světové války
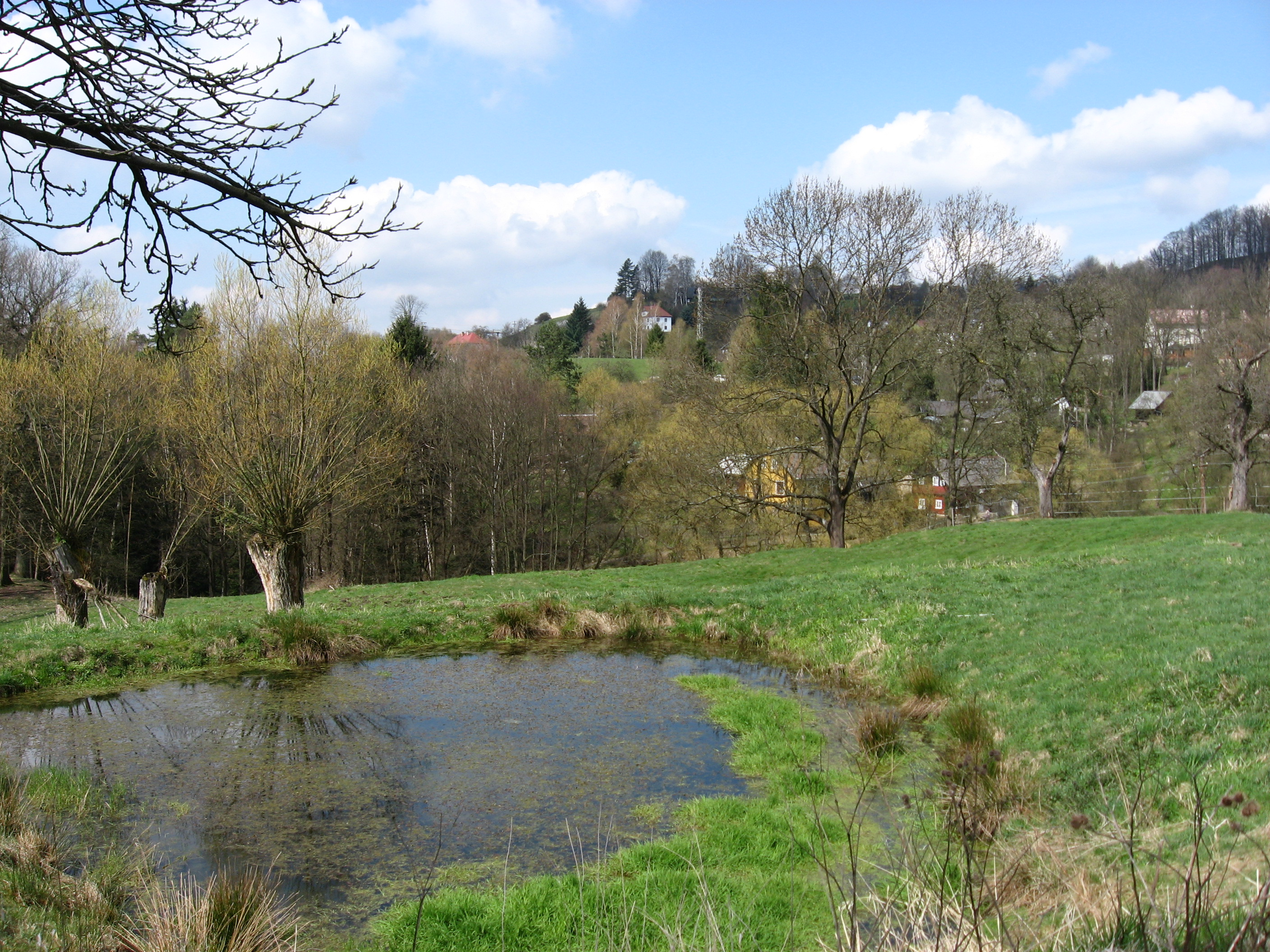
Přírodní památka Hofberg